# Pseudosphenoptera pitthea
Pseudosphenoptera pitthea är en fjärilsart som beskrevs av Druce 1896. Pseudosphenoptera pitthea ingår i släktet Pseudosphenoptera och familjen björnspinnare. Inga underarter finns listade.